# EUPHORIA (EUPHORIAのアルバム)
「EUPHORIA」（ユーフォリア）は2021年8月25日にリリースされたEUPHORIAの1stアルバム。

## 概要
通常盤と初回限定盤が発売された。
EUPHORIAにとってはデビュー・アルバムでありラスト作品となる。
なお2019年9月28日に卒業したメンバー:世梨沢伊織が参加していた曲(1stシングル収録曲)に関しては、album mixとして現メンバー(叶逢・心・乙綺・湊都)による新規収録バージョンとなっている。

## 収録内容
テイチクレコード公式サイト内の紹介ページによる。

### CD
通常盤と初回限定盤共通。
1. Theme of EUPHORIA
  - 作曲/編曲：佐久間誠
2. NEW HORIZON（album mix）
  - 作詞/作曲：阿久津健太郎 編曲：佐久間誠
3. Be Yourself
  - 作詞：伊秩弘将 作曲：阿久津健太郎  編曲：佐久間誠
4. あてのない未来
  - 作詞/作曲：阿久津健太郎 編曲：佐久間誠
5. 本気でアイラブユー
  - 作詞/作曲：阿久津健太郎 編曲：佐久間誠
6. Oh! My Princess
  - 作詞/作曲：阿久津健太郎 編曲：佐久間誠
7. トパーズ色の太陽（album mix）
  - 作詞：林田健司 作曲：阿久津健太郎  編曲：佐久間誠
8. PROMISE
  - 作詞：矢作綾加 作曲：林田健司  編曲：佐久間誠
9. 君はDestiny（album mix）
  - 作詞：ans. 作曲：YUMA  編曲：佐久間誠
10. Tell me why, Tell a lie
  - 作詞：ans. 作曲：林田健司  編曲：佐久間誠
11. ワンサイドラブ
  - 作詞：北樹木 作曲：YUMA  編曲：佐久間誠
12. Be with your heart
  - 作詞：伊秩弘将 作曲/編曲：佐久間誠
13. Don't stop the music
  - 作詞/作曲：阿久津健太郎 編曲：佐久間誠
14. 熱烈LOVE!!
  - 作詞：伊秩弘将 作曲：林田健司  編曲：DANCE☆MAN
15. 恋のスパイス
  - 作詞：北樹木 作曲：YUMA  編曲：佐久間誠
16. 冬色イルミネーション
  - 作詞/作曲：伊秩弘将 編曲：佐久間誠
17. Be my lover
  - 作詞：橋口洋平 作曲：伊秩弘将  編曲：佐久間誠
18. 桜色の旅立ち
  - 作詞/作曲：伊秩弘将 編曲：佐久間誠

### DVD
初回限定盤のみ。
1. NEW HORIZON（Music Video）
2. 熱烈LOVE!!（Music Video）
3. 冬色イルミネーション（Music Video）
4. 桜色の旅立ち（Music Video）
5. 本気でアイラブユー（Music Video）
6. 本気でアイラブユー（Music Video） –room ver.-
7. Be my lover（Music Video）
8. Be Yourself（Music Video）
9. 本気でアイラブユー（from EUPHORIA LIVE 2020～Episode 1～）
10. 恋のスパイス（from EUPHORIA LIVE 2020～Episode 1～）
11. PROMISE（from EUPHORIA 2nd ワンマンライブ～innocent clover～）
12. ワンサイドラブ（from EUPHORIA 2nd ワンマンライブ～innocent clover～）
13. あてのない未来（from EUPHORIA 2nd ワンマンライブ～innocent clover～）